# Morguša
Morguša (lat. Cakile), biljni rod jednogodišnjeg raslinja i trajnica iz porodice krstašica, rasprostranjen po Europi i sjevernoj Africi, od Sredozemlja na istok do Irana, Arapskog poluotoka i Kavkaza.
Na popisu je 7 priznatih vrsta, u Hrvatskoj jedna, primorska morguša, C. maritima.

## Vrste
1. Cakile arabica Velen. & Bornm.
2. Cakile arctica Pobed.
3. Cakile constricta Rodman
4. Cakile edentula (Bigelow) Hook.
5. Cakile geniculata (B.L.Rob.) Millsp.
6. Cakile lanceolata (Willd.) O.E.Schulz
7. Cakile maritima Scop.